# Santa Elena de Uairén
Santa Elena de Uairén è una piccola città venezuelana (29 795 abitanti nel 2006) nello Stato di Bolívar vicino al confine con Brasile e Guyana. Fu fondata da Lucas Fernandez Peña nel 1923. Il nome della città deriva dalla prima figlia di Lucas Fernandez Peña, Elena, e Uairén, il fiume che attraversa la città.
Situato nel mezzo della Gran Sabana, Santa Elena ospita numerose agenzie di viaggio che offrono visite guidate nel parco nazionale di Canaima, voli sul Salto Angel ed escursioni per il famoso monte Roraima.
La città è nota per la sua influente presenza di popolazioni indigene; esiste persino una comunità chiamata Manakrü (pronunciata mah-nah-CREE) popolata interamente da popolazioni indigene. Le scuole di questo quartiere usano sia lo spagnolo che il pemon, una lingua indigena.
A causa della sua vicinanza allo stato brasiliano del Roraima, Santa Elena vede uno scambio intenso tra i due paesi di prodotti di consumo brasiliani e petrolio e benzina venezuelani. Altre città brasiliane che commerciano con Santa Elena de Uairén sono Manaus, Santarém, Macapá, Belém.